# Beretta M1915
A Beretta M1915, formalmente Pistola Beretta Brevetto 1915, ou mais simplesmente Beretta M15 é uma pistola semiautomática fabricada pela Beretta, desenhada por Tullio Marengoni que era o engenheiro chefe da empresa, para substituir a "Glisenti Modello 1910" que tinha um mecanismo de disparo complexo e fraco. 
A Beretta M1915 foi a primeira pistola semiautomática fabricada pela empresa e emitida como pistola de serviço para o "Regio Esercito" durante a Primeira Guerra Mundial. A produção total da Beretta M1915 é estimada em cerca de 15.670 durante 1915-1918, e cerca de 56.000 da variante M1915/17. Algumas das pistolas também foram usadas na Segunda Guerra Mundial até 1945.
O design da pistola é semelhante às pistolas Beretta modernas, como Beretta M1923, Beretta M1934, Beretta M1935, Beretta M1951, Beretta 70, Beretta 92, Beretta Cheetah e Beretta M9.

## Antecedentes e histórico
A "Glisenti Modello 1910" usava um cartucho 7,65 mm com estojo em forma de "garrafa", semelhante ao 7,65×21mm Parabellum. Mais tarde, tendo o Exército italiano julgado o cartucho 7,65 muito leve para uso militar, e tendo lançado uma competição para armas em 9mm, a Metallurgica Bresciana Tampini, dona do projeto, adaptou a pistola Glisenti para disparar um cartucho 9mm, obtido alargando o original (eliminando o gargalo) sem alterar a carga. 
Portanto, embora o cartucho seja dimensionalmente idêntico ao Luger de 9 mm (que foi obtido da mesma forma com o 7,65×21mm Parabellum, mas aumentando a carga), o cartucho Glisenti de 9 mm tem uma carga cerca de 1/4 mais leve que o 9 mm militar original da Luger.
Quando a Itália entrou na Primeira Guerra Mundial, a necessidade de mais pistolas militares aumentou dramaticamente. O designer-chefe Tullio Marengoni concluiu seu projeto de uma pistola por "blowback" de ação simples que poderia disparar o mesmo cartucho Glisenti 9 mm, foi patenteada pela "Fabbrica d'Armi Pietro Beretta" em 29 de junho de 1915 e foi imediatamente adotada pelo Exército Real, pouco mais de um mês envolvidos na Grande Guerra. 
A Beretta M1915 substituiu as armas de serviço anteriores, os revólveres "Chamelot-Delvigne Mod. 1874" e "Bodeo Modello 1889" e acima de tudo as automáticas: "Glisenti Modello 1910" e "Brixia Modello 1913", que não eram totalmente satisfatórias. Uma versão em .32 ACP, a Beretta M1917, também foi produzida e foi adotada pela "Regia Marina". Finalmente, foi substituída como pistola padrão de serviço pela "Beretta M1934".

## Características

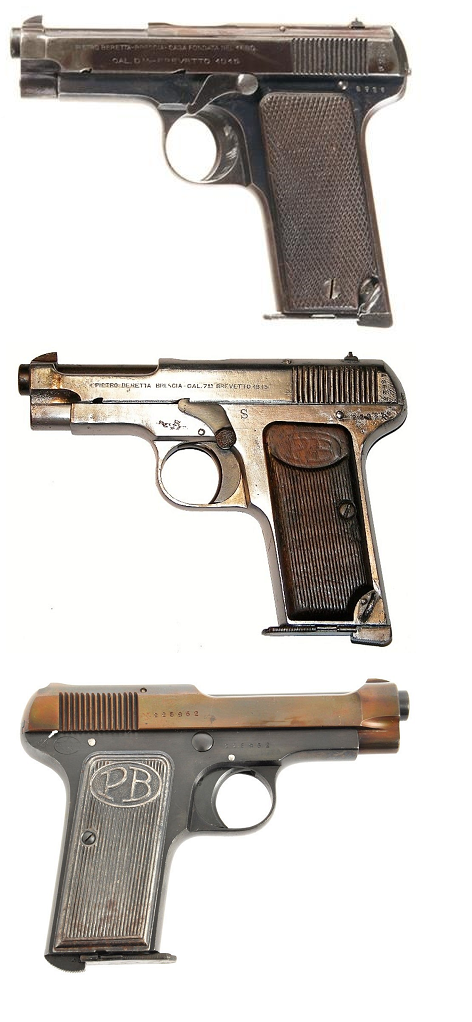
Os Modelos: M1915; M1915/17 e M1915/19

O cano da Beretta M1915 é cilíndrico, e o corpo da arma, possui uma extremidade dianteira também cilíndrica na qual a mira frontal é fixada, enquanto sob a extremidade traseira do quadro da arma se projeta o pino que conecta o cano; a alma do cano, possui 6 raias destrogenas com passo de 270 mm.
O ferrolho também funciona como obturador; na parte traseira tem a janela de ejeção, na frente da qual é totalmente aberta para acomodar o cano. Atrás da janela de ejeção, por outro lado, apresenta a alavanca extratora e por fim a mira traseira, encaixada com entalhe do tipo "rabo de andorinha". O percutor com sua mola é colocado dentro do ferrolho, enquanto na superfície inferior está a manga na qual está inserida a haste guia da mola da mola de retorno; nas costas está a reentrância para a movimentação do cão.
A parte frontal do cano abriga a mola de recuperação com sua haste; ele engata a manga inferior do carro na frente, enquanto na parte traseira fica o pino de segurança. Este último também atua como um retentor do cano, pois se encaixa em um recesso na cavilha vertical presente sob a culatra. O cabo reto, inclinado apenas 9° em relação ao cano, com talas zigrinadas de nogueira, o corpo da arma é uma peça única que inclui o gatilho e o carregador, o mecanismo de ação, a mola do cão e o retentor do carregador; esse último é colocado na base da empunhadura, na parte traseira. A empunhadura esquerda tem um entalhe para o fiel. O carregador monofilar, feito de chapa de aço, tem uma capacidade de 7 munições no modelo 1915 e 8 munições nos modelos 1915/17 e 1915/19. Lateralmente, possui ressaltos e entalhes circulares. A base que fecha o fundo do carregador se projeta ligeiramente na frente para facilitar a extração.
Existem dois dispositivos de segurança: um é inserido na parte de trás do cano: consiste em uma peça que, girando a alavanca com o botão terminal serrilhado de modo a revelar o S gravado no cano, penetra uma junta na cabeça do cão, bloqueando-o. A outra segurança está no lado esquerdo; externamente, consiste em dois braços articulados na cavilha que bloqueia o cano e a mola de retorno; o braço traseiro termina com um botão serrilhado e o dianteiro com um dente. Ao baixar o botão traseiro (revelando o S gravado no cano), o pino bloqueia o gatilho e destrava o cano (que pode ser desmontado), enquanto o dente do braço dianteiro intercepta uma das duas incisões na borda inferior do ferrolho. Se engatar na incisão frontal, mantém o ferrolho aberto.

### Ação
O funcionamento da Beretta M1915 se dá através de um mecanismo de bloqueio articulado com cão interno. O ferrolho desliza sobre nervuras nas superfícies laterais do corpo da arma, ele se retrai e se solta, encaixando o primeiro cartucho e engatilhando o cão. O gatilho em forma de lua libera o cão quando acionado, o cão por sua vez, atinge o pino percutor efetuando o disparo. O recuo do ferrolho é sustentado apenas pela inércia de sua massa, pela mola de recuo e pelo cão com sua mola (que é assim reajustada). Essas resistências atrasam a abertura da câmara o suficiente para permitir que a bala saia do cano. O extrator, integrado ao ferrolho, remove o estojo do cartucho, que é projetada para cima pelo ejetor (inserido na estrutura). O percurso retrógrado do ferrolho é finalmente travado pela mola do amortecedor de recuo, com bobinas mais largas, que enrola a mola de retorno. Este último finalmente puxa o ferrolho para dentro, abrigando um novo tiro. Quando o último tiro é disparado, o transportador do carregador intercepta o ferrolho mantendo-o aberto avisando que a arma está descarregada.

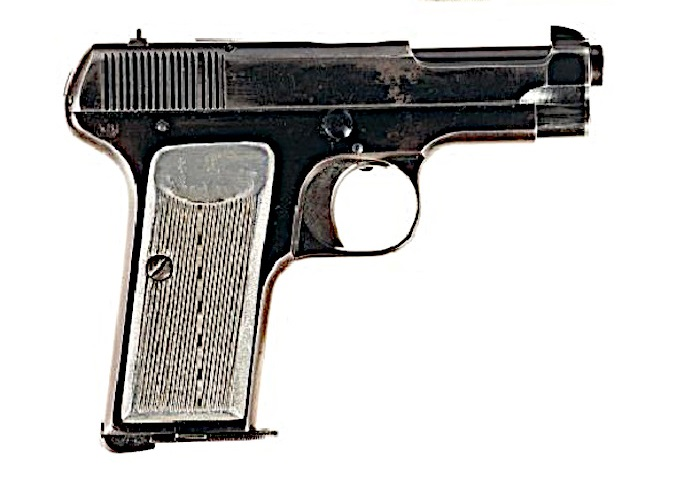
Beretta M1915/17.

## Variantes

### M1915/17
A M1915/17 é menor, mais leve e mais fácil de usar do que M1915. O cabo reto, inclinado apenas 9° em relação ao cano, tem bochechas marcadas verticalmente em vez de serrilhadas. A ponte do gatilho não é oval, mas redonda. A segurança traseira da pistola está faltando, enquanto a do lado esquerdo está presente além de atuar como um seguro bloqueando o gatilho, ela também funciona como um pino de desmontagem e segurar a alavanca aberta. Também faltam a mola do amortecedor e o ejetor, que é substituído em sua função pelo percussor. A revista contém 8 balas em vez de 7. A produção de guerra terminou em 1921, enquanto a civil continuou por muito tempo. Finalmente, na década de 1940, um lote de 1.500 pistolas foi enviado ao exército finlandês.

### M1915/19

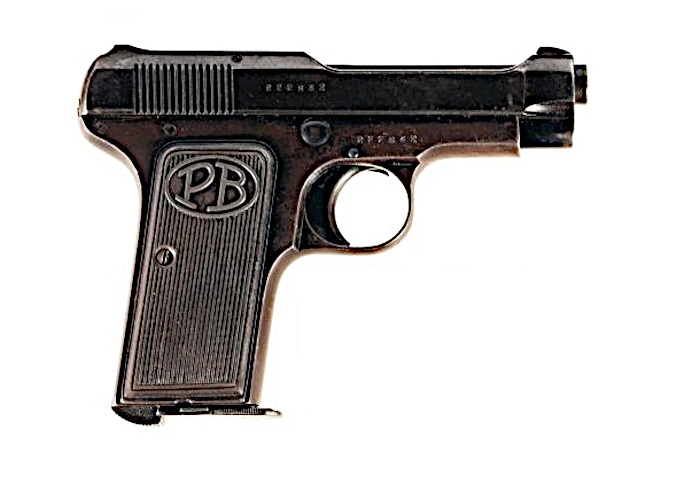
Beretta M1915/19

A M1915/19 ou "M1922" foi uma versão melhorada da M1915/17, também utilizando o cartucho 7,65x17mm Browning, e foi produzida de 1922 até 1930. O suporte de cano redondo, foi levantado diretamente para fora da estrutura, foi substituído por um suporte de ranhura em T. Isso exigiu uma abertura maior na parte superior do slide, de modo que a abertura dupla da M1915 foi alterada para uma única mais longa. O slide agora parecia o típico estilo Beretta "open-top".

## Usuários
- Albânia
- Finlândia - 1.500 M1915/17 trazidos da Itália em 1940.[9]
- Reino de Itália (1861–1946) - utilizada pelo Regio Esercito.